# SQL Azure
Microsoft Azure SQL Databases (спочатку SQL Server Data Services, пізніше SQL Services, а ще пізніше Microsoft Azure SQL Databases) — це хмарний сервіс від корпорації Microsoft, надає можливість зберігання і обробки реляційних даних, а також генерації звітності. Представляє функціональність для різних сценаріїв синхронізації даних (локальна інфраструктура<=>хмара, хмара<=>хмара). Є частиною Microsoft Azure.
Microsoft Azure SQL Databases написаний на Microsoft SQL Server, але представляє тільки підмножину типів даних. Підтримуються основні типи: точні і приблизні числа, символьні рядки (у тому числі Юнікод), дата і час, просторові, двійкові та інші типи даних. Для написання використовується XML,формат для передачі даних. Так само як і Microsoft SQL Server, Microsoft Azure SQL Databases використовує T-SQL як мови запитів. Tabular Data Stream (TDS) використовується як протокол для доступу до сервісу через Інтернет. За протоколом HTTP REST доступ не надається. Microsoft рекомендує використовувати ADO.NET Data Services для передачі даних і створення сервісів. Користувач може посилати Transact SQL запити по протоколу TDS до сервісу Microsoft Azure SQL Databases, і це дозволяє додаткам використовувати Microsoft Azure SQL Databases так само, як вони використовують локальний SQL Server. Оскільки Microsoft Azure SQL Databases є сервісом, його адміністрування має свої особливості. На відміну від адміністрування локального SQL Server, Microsoft Azure SQL Databases розділяє логічний і фізичний аспекти адміністрування. Клієнт продовжує адмініструвати БД, керувати логінами, користувачами і ролями, однак про обладнання піклується Microsoft. В результаті, Microsoft Azure SQL Databases надає масштабований багатокористувацький сервіс баз даних з високим ступенем доступності, розширюваності, безпеки та самовідновлення

## Огляд платформи
Платформа Microsoft Azure є «хмарною» платформа для додатків, що дозволяє зберігати дані та запускати програми в дата-центрах Microsoft. Microsoft Azure надає «хмарну» операційну систему, на основі якої працюють всі сервіси Azure і розроблені програми. Платформа пропонує доступ до можливостей публічного хмари. Використовуючи публічну хмару, клієнт оплачує тільки ресурси і потужності, які залучені в додатку і тільки за фактичний час використання цих ресурсів. Основні особливості даної моделі:
- оплата тільки за спожиті ресурси;
- багатопотокова структура обчислень;
- абстракція від інфраструктури.

Працездатність платформи Microsoft Azure забезпечують 8 глобальних дата центрів Microsoft.

## Сервіси
В інших аспектах Microsoft Microsoft Azure SQL Databases значно розширює можливості SQL Server. До складу Microsoft Azure SQL Databases входять:
- Microsoft Azure SQL Databases Data Sync — хмарна служба синхронізації даних, що забезпечує як однонаправлену, так і двонаправлену синхронізацію. Служба Data Sync дозволяє легко обмінюватися даними між Microsoft Azure SQL Databases і локальними базами даних SQL Server, а також між декількома базами даних Microsoft Azure SQL Databases. Microsoft Azure SQL Databases Data Sync використовує власного провайдера даних SqlAzureSync Provider для двіжка синхронізації Microsoft Sync Frame, написаного спеціально для Microsoft Azure SQL Databases. Цей новий ефективний провайдер, знижує бар'єр входження і забезпечує надійність при синхронізації з Microsoft Azure SQLDatabases, і таким чином обробляють деякі специфічні для Microsoft Azure SQLDatabases проблеми мультитенантних систем. Провайдер скорочує кількість round trips до сервера з використанням і повертають табличне значення параметрів TVPs. Крім цього, коли Microsoft Azure SQL Databases використовує свій механізм "видушення" для мінімізації ефекту від операцій які вийшли з-під контролю SqlAzureSyncProvider починає використовувати розумний алгоритм «back-off algorithm», автоматично зменшує розмір пакету (batch) зі стандартного (5000 записів) протягом синхронізації.
- Microsoft Azure SQL Databases Reporting — служба Microsoft Microsoft Azure SQL Databases Reporting дозволяє легко вбудувати в додаток Microsoft Azure можливості роботи зі звітами. Доступ до звітів можна отримати через портал Microsoft Azure, веббраузер або безпосередньо з програми. Завдяки можливостям хмари відпадає необхідність у створенні і підтримці власної інфраструктури звітів;
- Microsoft Azure SQL Databases Federations — Система Microsoft Azure SQL Databases значно спрощує масштабування безлічі баз даних, розміщених на сотнях вузлів, що дозволяє клієнтам платити тільки за реально використовувані ресурси;
- вебінтерфейс для адміністрування і розробки баз даних у складі платформи Microsoft Azure.

## Безпека
Всі з'єднання з Microsoft Azure SQL Databases в обов'язковому порядку шифруються SSL.За замовчуванням брандмауер Microsoft Azure SQL Databases блокує всі з'єднання з сервером.

## Дата-центри
У деяких дата-центрах використовуються контейнери по 1800-2500 серверів.

## Зовнішні посилання
- Портал Microsoft Azure[недоступне посилання з лютого 2019]
- MSDN Microsoft Azure Platform [Архівовано 21 березня 2016 у Wayback Machine.]
- The Official Home Page of the Microsoft Azure platform [Архівовано 8 грудня 2011 у Wayback Machine.]
- Приклади використання Microsoft Azure SQL Databases [Архівовано 28 листопада 2011 у Wayback Machine.]
- Облікові записи та виставлення рахунків в Microsoft Azure SQL Databases (MSDN)[недоступне посилання з травня 2019]
- Блог робочої групи Microsoft Azure SQL Databases
- Майстер міграції Microsoft Azure SQL Databases [Архівовано 4 грудня 2015 у Wayback Machine.]
- SQL Azure ODBC драйвер [Архівовано 9 вересня 2015 у Wayback Machine.]
- Інструменти розробки Azure SQL